# جوينيث سترونج
جوينيث سترونج (بالإنجليزية: Gwyneth Strong)‏ هي ممثلة بريطانية، ولدت في 2 ديسمبر 1959 بلندن في المملكة المتحدة.

## وصلات خارجية
- جوينيث سترونج على موقع IMDb (الإنجليزية)
- جوينيث سترونج على موقع قاعدة بيانات الفيلم (الإنجليزية)